# Frankfurter Fürstentag
Il Frankfurter Fürstentag (o Congresso dei principi a Francoforte o Conferenza di Francoforte) fu una riunione dei principi tedeschi sotto l'egida austriaca tenutasi tra il 17 agosto e il 1º settembre 1863 a Francoforte sul Meno. Scopo di questa assemblea era quello di riformare la costituzione tedesca di modo da stemperare gli animi contro la Prussia.
La sessione introduttiva dell'incontro si tenne il 16 agosto a Francoforte e venne presieduta dall'Imperatore Francesco Giuseppe d'Austria in persona.
Bismarck aveva convinto il re di Prussia Guglielmo I a prendere parte all'incontro ma mantenendosi a distanza dagli altri principi tedeschi ed a persistere nel voler affermare l'indipendenza prussiana, rendendo così la Prussia invisa a molti e soprattutto ponendo ormai come inevitabile lo scoppio della guerra del 1866.
La città di Francoforte sul Meno coniò per l'occasione una moneta commemorativa da 1 tallero.